# Inopsis imitata
Inopsis imitata är en fjärilsart som beskrevs av Edwards 1887. Inopsis imitata ingår i släktet Inopsis och familjen björnspinnare. Inga underarter finns listade i Catalogue of Life.